# USS San Juan (CL-54)
USS San Juan (CL-54) là một tàu tuần dương hạng nhẹ của Hải quân Hoa Kỳ thuộc lớp Atlanta từng phục vụ trong Chiến tranh Thế giới thứ hai. Nó là chiếc tàu chiến thứ hai của Hải quân Mỹ được đặt cái tên này, theo tên thành phố San Juan thủ phủ của vùng quốc hải Puerto Rico. Được cho xuất biên chế vào năm 1946, con tàu bị bán để tháo dỡ vào tháng 12 năm 1960. San Juan được tặng thưởng mười ba Ngôi sao Chiến trận do thành tích phục vụ trong Thế Chiến II.

## Thiết kế và chế tạo

### Thiết kế
Trên những chiếc lớp Atlanta, toàn bộ dàn pháo chính 5 in (127 mm) đều là những khẩu pháo đa dụng (DP: dual-purpose), có thể sử dụng chống lại cả mục tiêu trên không lẫn trên mặt, bắn được đầu đạn pháo công phá, đạn xuyên thép và đạn kíp nổ tiếp cận chống máy bay. Ngoài ra, lớp Atlanta cũng là lớp tàu tuần dương Mỹ duy nhất trong Thế chiến II được trang bị ống phóng ngư lôi.
Những chiếc trong lớp Atlanta có vỏ giáp yếu, khiến chúng trở thành những hạm tàu nổi chiến đấu kém so với tàu tuần dương hạng nhẹ tiêu biểu. Ở góc độ vũ khí, lớp Atlanta gần giống một tàu khu trục, khi được trang bị cỡ pháo 5 in (130 mm) thay vì 6 in (152 mm) trên một tàu tuần dương hạng nhẹ; nhưng với chiều dài trên 500 ft (150 m) kết hợp với dàn pháo chính đến 16 khẩu 5 in (127 mm) (giảm xuống còn 12 đối với những chiếc trễ hơn trong lớp), chúng được xem là những tàu tuần dương hạng nhẹ, trong khi tàu khu trục tiêu biểu vào thời đó chỉ mang năm hoặc sáu khẩu pháo 5 in (130 mm). Mặc dù có vỏ giáp yếu hơn so với tàu tuần dương hạng nhẹ, chúng vẫn có vỏ giáp dày hơn so với tàu khu trục, vốn được cho là được bảo vệ kém.
Lớp Atlanta được trang bị tám tháp pháo 5 in (130 mm) nòng đôi, bố trí trên một cấu hình độc đáo; gồm ba tháp pháo phía trước và ba tháp pháo phía sau ngay trên trục dọc và với chiều cao tăng dần theo kiểu bắn thượng tầng, cung cấp một dáng vẽ đối xứng với một khoảng trống trong cấu trúc thượng tầng; ngoài ra, phía sau còn có một tháp pháo mỗi bên mạn, lên tổng cộng 16 tháp pháo 5 inch. Góc bắn của các khẩu đội phía trước và phía sau giao nhau với một góc rất giới hạn, cho phép nó có một góc bắn 60° cho mọi tháp pháo bắn qua mạn, ngoài trừ các tháp pháo mạn. Vì chúng chỉ có thể xoay các khẩu pháo trong phạm vi góc bắn hẹp đó, khả năng đối đầu với các mục tiêu hạm nổi bị giới hạn. Dù sao, các góc bắn phù hợp lý tưởng để đối đầu máy bay, với tối thiểu sáu khẩu pháo sẵn sàng ở mọi góc độ.

### Chế tạo
San Juan được đặt lườn vào ngày 15 tháng 5 năm 1940 bởi hãng Bethlehem Steel (Fore River) ở Quincy, Massachusetts. Con tàu được hạ thủy vào ngày 6 tháng 9 năm 1941, được đỡ đầu bởi bà Margarita Coll de Santori, và được đưa ra hoạt động cùng hải quân vào ngày 28 tháng 2 năm 1942 dưới quyền chỉ huy của hạm trưởng, Đại tá Hải quân James E. Maher.

## Lịch sử hoạt động

### 1942
Sau khi chạy thử máy tại khu vực Đại Tây Dương, San Juan khởi hành từ Hampton Roads, Virginia vào ngày 5 tháng 6 năm 1942 trong thành phần một đội đặc nhiệm tàu sân bay, được hình thành chung quanh chiếc tàu sân bay Wasp để hướng sang Thái Bình Dương. Đội đặc nhiệm lên đường từ San Diego vào ngày 30 tháng 6 hộ tống một nhóm lớn các tàu vận chuyển binh lính hướng đến quần đảo Solomon, nơi Hải quân sắp tung ra chiến dịch đổ bộ quy mô lớn đầu tiên của Hoa Kỳ trong cuộc chiến tranh.
Sau cuộc tổng dượt tại quần đảo Fiji, San Juan đã bắn pháo hỗ trợ cho cuộc đổ bộ tại Tulagi vào ngày 7 tháng 8 năm 1942. Trong đêm 8-9 tháng 8, nó tuần tra về phía Đông khu vực vận chuyển giữa Tulagi và Guadalcanal, trong khi ánh đạn pháo liên tục cho thấy đang có đụng độ ở về phía Tây khu vực vận chuyển. Đó chính là Trận chiến đảo Savo nơi quân Nhật đã đánh đắm bốn tàu tuần dương Đồng Minh. San Juan rút lui khỏi khu vực chiến sự cùng với các tàu vận tải đã chất dỡ hết hàng vào ngày 9 tháng 8, hộ tống chúng quay trở về Noumea.

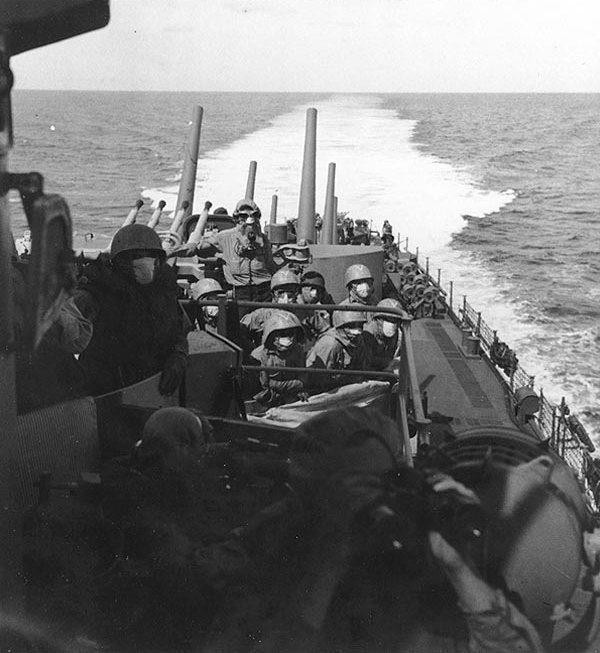
Thủy thủ của San Juan đang trực chiến, 1942

Sau đó nó gia nhập cùng Wasp và hoạt động cùng với lực lượng tàu sân bay này trong nhiều tuần lễ tại khu vực giữa quần đảo New Hebride và Solomon, đề phòng một cuộc tấn công của các tàu sân bay Nhật. Tuy nhiên, khi cuộc tấn công thực sự diễn ra vào ngày 24 tháng 8, San Juan đang rút lui về phía sau để tiếp nhiên liệu, nên đã lỡ mất Trận chiến Đông Solomons. Tàu sân bay Enterprise bị đánh trúng trong trận này, và San Juan, vốn đã bị hư hại một tháp pháo lúc ngoài khơi Guadalcanal, đã hộ tống chiếc tàu sân bay quay về Trân Châu Cảng, đến nơi vào ngày 10 tháng 9 năm 1942.
Ngày 5 tháng 10, San Juan lại lên đường hướng về khu vực Nam Thái Bình Dương, thoạt tiên ghé qua Funafuti thuộc quần đảo Ellice để chuyển giao các khẩu pháo 20 mm cho lực lượng Thủy quân Lục chiến mới vừa đổ bộ lên đây. Sau đó nó tiến hành cuộc đột kích vào quần đảo Gilbert, đánh chìm hai tàu tuần tra Nhật Bản vào ngày 16 tháng 10. Bàn giao các tù binh chiến tranh Nhật tại Espiritu Santo, chiếc tàu tuần dương gia nhập cùng Enterprise vào ngày 23 tháng 10.
Ba ngày sau, khi máy bay tuần tra phát hiện lực lượng tàu sân bay đối phương, Trận chiến quần đảo Santa Cruz nổ ra, trong đó tàu sân bay Hornet bị mất và Enterprise lại bị hư hại trong khi phía Nhật chịu thiệt hại nặng nề về máy bay và phi công trên tàu sân bay. Trong đợt tấn công ném bom bổ nhào cuối cùng nhắm vào đội hình, một quả bom đã xuyên qua phần đuôi của San Juan, làm ngập nước nhiều ngăn và gây hư hại bánh lái. Nó đi đến Nouméa cùng với lực lượng đặc nhiệm vào ngày 30 tháng 10, và trải qua mười ngày tại Sydney, Australia để được sửa chữa triệt để những hư hại trong chiến đấu. San Juan tham gia cùng tàu sân bay Saratoga tại Nadi, đảo Viti Levu thuộc quần đảo Fiji vào ngày 24 tháng 11.

### 1943
Từ tháng 12 năm 1942 đến tháng 6 năm 1943, San Juan đặt căn cứ tại Nouméa và hoạt động tại vùng biển Coral, cả với tính cách độc lập và cùng với các đội tàu sân bay. Vào cuối tháng 6, trong cuộc tấn công chiếm đóng New Georgia, đội tàu sân bay của San Juan đã tuần tra vùng biển Coral trong 26 ngày liên tục đề phòng sự can thiệp của đối phương. Đến cuối tháng 7, lực lượng dừng một chặng ngắn tại Nouméa trước khi di chuyển đến quần đảo New Hebride, trước tiên là đến Havannah Harbor, Efate, và sau đó là Espiritu Santo.
Vào ngày 1 tháng 11, đội của Saratoga, bao gồm San Juan, đã vô hiệu hóa các sân bay tại đảo Bougainville và Rabaul trong khi lực lượng Đồng Minh đổ bộ lên Bougainville. Đến giữa tháng 11, đội đặc nhiệm hoạt động như là lực lượng bảo vệ cho chiến dịch đổ bộ lên quần đảo Gilbert. Sau đó San Juan tham gia cùng tàu sân bay Essex trong một cuộc không kích lên đảo Kwajalein thuộc quần đảo Marshall, đánh trả các cuộc tấn công dai dẳng của máy bay ném ngư lôi trong các ngày 4-5 tháng 12. Được cho tách ra vào ngày 6 tháng 12, chiếc tàu tuần dương quay về Hoa Kỳ để đại tu tại Xưởng hải quân Mare Island.

### 1944

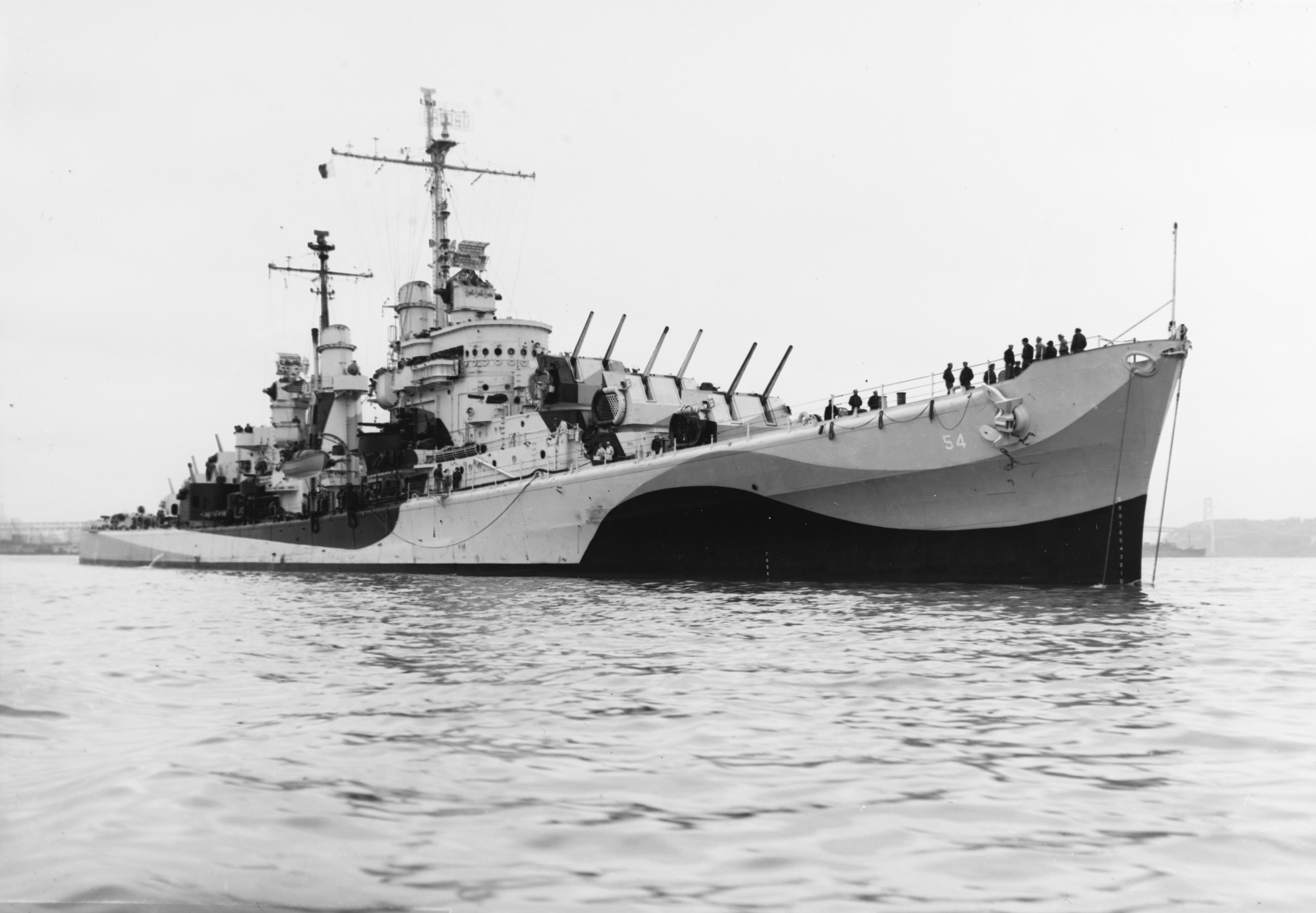
San Juan tại San Francisco, năm 1944

San Juan lại gia nhập cùng Saratoga ngoài khơi Trân Châu Cảng vào ngày 19 tháng 1 năm 1944, và đã hỗ trợ cho việc chiếm đóng Eniwetok trong tháng 2. San Juan sau đó hộ tống cho các tàu sân bay Yorktown và Lexington trong các đợt không kích xuống Palau, Yap và Ulithi vào các ngày 30 tháng 3 và 1 tháng 4. Ngày 7 tháng 4, chiếc tàu tuần dương gia nhập cùng chiếc tàu sân bay Hornet mới (CV-12) để hỗ trợ cho cuộc đổ bộ lên Hollandia vào tháng 4, rồi tấn công Truk trong các ngày 29-30 tháng 4. Sau khi quay trở về căn cứ tại quần đảo Marshall, nhóm của Hornet bắt đầu hỗ trợ cho chiến dịch Mariana vào đầu tháng 6, không kích Iwo Jima và Chichi Jima tại quần đảo Bonin trong khi lực lượng Hoa Kỳ đổ bộ lên Saipan. San Juan đã giúp vào việc bảo vệ đội đặc nhiệm của nó trong Trận chiến biển Philippine trong khi không lực hải quân từ tàu sân bay Mỹ đánh bại một đòn phản công của Nhật Bản để cố giữ quần đảo Mariana, và như vậy đã quét sạch phần lớn sức mạnh của không lực hải quân Nhật Bản.
Sau một chặng dừng ngắn tại Eniwetok, San Juan hộ tống cho các tàu sân bay Wasp và Franklin trong tháng 7 khi chúng hỗ trợ cho cuộc chiếm đóng Guam bằng các cuộc không kích xuống Iwo Jima và Chichi Jima. Sau một đợt tấn công nhắm vào Palau và Ulithi, San Juan được lệnh quay về San Francisco để đại tu, rời vào ngày 4 tháng 8 để hộ tống cho Yorktown.
Sau các đợt huấn luyện ôn tập tại San Diego và Pearl Harbor, San Juan gia nhập đội đặc nhiệm của Lexington tại Ulithi vào ngày 21 tháng 11. Đến đầu tháng 12, nó bảo vệ cho các tàu sân bay trong các cuộc không kích xuống Đài Loan và Luzon nhằm hỗ trợ cho cuộc đổ bộ lên Mindoro. Trong hoạt động này, nó đã được gửi đi đơn độc trong tầm trinh sát từ các sân bay Nhật Bản trong một nỗ lực thu hút máy bay Nhật bằng tín hiệu vô tuyến giả, nhưng đã không có con mồi nào cắn câu. Trong ngày 18-19 tháng 12, lực lượng bị tổn thất và hư hại do một cơn bão nhiệt đới, và đã rút lui về Ulithi vào dịp lễ Giáng sinh.

### 1945
Lên đường sáu ngày sau đó, các tàu sân bay hỗ trợ cho việc chiếm đóng Luzon bằng các cuộc không kích xuống Đài Loan, Okinawa và Luzon trong từ ngày 3 đến ngày đến 20 tháng 1 năm 1945; tấn công các cảng và tàu bè trong khu vực Biển Đông, đặc biệt là Sài Gòn, vịnh Cam Ranh và Hong Kong. Sau khi được tiếp liệu tại Ulithi, San Juan hộ tống cho Hornet trong các cuộc không kích xuống Tokyo trong khi diễn ra chiến dịch Iwo Jima vào tháng 2, rồi quay trở về Ulithi vào ngày 1 tháng 3 để chuẩn bị cho cuộc đổ bộ lên Okinawa.
San Juan gia nhập trở lại cùng Hornet vào ngày 22 tháng 3, và cho đến ngày 30 tháng 4 đã hoạt động cùng với nhau về phía Đông và phía Bắc Nansei Shoto, ngắt quãng các hoạt động hỗ trợ không kích và tiếp liệu ngoài biển như thường lệ bằng một đợt bắn phá Minami Daito Shima, một đảo nhỏ cách Okinawa 180 nmi (330 km), vào ngày 21 tháng 4. Máy bay trong nhóm của San Juan đã giúp vào việc đánh chìm chiếc thiết giáp hạm khổng lồ Yamato vào ngày 7 tháng 4. Sau chín ngày tại Ulithi, đội của Hornet quay trở lại trực chiến ngoài khơi Nansei Shoto để tấn công các mục tiêu tại chính quốc Nhật Bản. San Juan đi đến vịnh Leyte vào ngày 13 tháng 6 để sửa chữa, rồi gia nhập cùng tàu sân bay Bennington vào ngày 1 tháng 7 cho các cuộc không kích khác lên chính quốc Nhật Bản. Nó đang ở ngoài khơi khi tin tức về việc Nhật Bản đầu hàng được công bố vào ngày 15 tháng 8, và đến ngày 27 tháng 8, sau 59 ngày liên tục ngoài biển, nó cùng với Đệ Tam hạm đội tiến vào Sagami Wan, ngay phía ngoài vịnh Tokyo.
San Juan đón lên tàu Thiếu tướng Hải quân Rodger W. Simpson, được giao trách nhiệm giải thoát, chăm sóc và di tản tù binh chiến tranh Đồng Minh tại chính quốc Nhật Bản. Ngày 29 tháng 8, con tàu tiến vào vịnh Tokyo và cho đổ bộ các phân đội để giải phóng tù binh tại các trại Omori và Ofuna cùng bệnh viện Shanagawa; họ được chuyển sang các tàu bệnh viện Benevolence và Rescue. Sau khi hoàn tất việc di tản các trại tập trung tại khu vực vịnh Tokyo, San Juan di chuyển đến khu vực Nagoya-Hamamatsu về phía Nam rồi đến khu vực Sendai-Kamanishi ở phía Bắc. Sau khi hoàn tất nhiệm vụ giải phóng, chiếc tàu tuần dương thả neo vào ngày 23 tháng 9 bên cạnh chiếc thiết giáp hạm cuối cùng của Nhật Bản Nagato, rồi chuyển sang một vị trí bên ngoài cảng vào ngày 28 tháng 10. Nó lên đường quay trở về Hoa Kỳ vào ngày 14 tháng 11, tiễn Thiếu tướng Simpson rời tàu tại Trân Châu Cảng, rồi tiếp tục hành trình cùng những cựu chiến binh quay trở về nhà, đến nơi vào ngày 29 tháng 11. Ba ngày sau, nó lại lên đường cho nhiệm vụ Magic Carpet, đi đến Nouméa và Tutuila, rồi quay trở về San Pedro, California vào ngày 9 tháng 1 năm 1946 với binh lính hồi hương đầy tàu.

### Số phận
San Juan được cho ngừng hoạt động tại Bremerton, Washington vào ngày 24 tháng 1 năm 1946, và được đưa về hạm đội dự bị vào ngày 9 tháng 11 cùng năm đó. San Juan được xếp lại lớp với ký hiệu mới CLAA-54 vào ngày 28 tháng 2 năm 1949. Mười năm sau, tên của nó được rút khỏi danh sách Đăng bạ Hải quân vào ngày 1 tháng 3 năm 1959; và nó được bán cho hãng National Metal and Steel Corporation tại đảo Terminal, Los Angeles, California vào ngày 31 tháng 10 năm 1961 để tháo dỡ.

## Phần thưởng
San Juan được tặng thưởng mười ba Ngôi sao Chiến trận do thành tích phục vụ trong Thế Chiến II.
|  |                                                                     |  |
|  | Silver star · Silver star · Bronze star · Bronze star · Bronze star |  |
|  |                                                                     |  |

| Dãi băng Hoạt động Tác chiến            |                                                                          |                                                |
| Huân chương Chiến dịch Hoa Kỳ           | Huân chương Chiến dịch Châu Á-Thái Bình Dương với 13 Ngôi sao Chiến trận | Huân chương Chiến thắng Thế Chiến II           |
| Huân chương Phục vụ Chiếm đóng Hải quân | Đơn vị Tuyên dương Tổng thống Philippine                                 | Huân chương Giải phóng Philippine (Philippine) |